# Mon voisin le tueur 2
Série
Mon voisin le tueur
(2000)
Pour plus de détails, voir Fiche technique et Distribution.
Mon voisin le tueur 2 ou Le Retour du nouveau voisin au Québec (titre original : The Whole Ten Yards) est un film américain réalisé par Howard Deutch, sorti en 2004.
L’histoire du film s’inscrit dans la continuité de Mon voisin le tueur sorti quatre ans plus tôt.

## Synopsis
Grâce à son ex-voisin, Nicholas " Oz " Oseransky, qui lui a fourni un dossier dentaire bidouillé, Jimmy " La Tulipe " Tudeski, tueur à gages rangé des voitures, passe désormais ses journées à jouer les fées du logis et les parfaits cordons bleus en compagnie de son épouse Jill, qui se figure être une meurtrière professionnelle sans avoir jamais fait mouche. Et voilà qu'une vieille connaissance resurgit inopportunément sur leur pas de porte : il s'agit de Oz, qui les supplie de l'aider à arracher sa femme Cynthia à des gangsters hongrois. Ensemble, il leur faudra surmonter mille obstacles afin de défaire ces malfaisants mafieux.

## Fiche technique
- Titre : Mon voisin le tueur 2
- Titre original : The Whole Ten Yards
- Titre québécois : Le Retour du nouveau voisin
- Réalisation : Howard Deutch
- Scénario : Mitchell Kapner et George Gallo
- Photographie :
- Montage : Seth Flaum
- Musique : John Debney
- Producteurs : Allan Kaufman, Arnold Rifkin, Elie Samaha et David Willis
- Producteurs exécutifs : David Bergstein, Oliver Hengst, Tracee Stanley et Andrew Stevens
- Sociétés de production : Nine Yards Two Productions, Cheyenne Enterprises, Eclipse Catering, Franchise Pictures et MHF Zweite Academy Film
- Société de distribution : Warner Bros. Pictures (États-Unis et France)
- Pays de production :  États-Unis
- Langue : Anglais, Hongrois et Hébreu
- Format : couleur — 2,39:1
- Budget : 40 millions $
- Genre : Comédie noire
- Dates de sorties :
  - États-Unis : 9 avril 2004
  - France : 11 août 2004

## Distribution
- Bruce Willis (VF : Patrick Poivey ; VQ : Jean-Luc Montminy) : Jimmy Tudeski « Jimmy la Tulipe »
- Matthew Perry (VF : Antoine Nouel ; VQ : Alain Zouvi) : Nicholas « Oz » Oseransky
- Amanda Peet (VF : Laura Blanc ; VQ : Isabelle Leyrolles) : Jill St. Claire
- Kevin Pollak (VF : Jacques Bouanich ; VQ : Jean-Marie Moncelet) : Lazlo Gogolak
- Natasha Henstridge (VF : Juliette Degenne ; VQ : Hélène Mondoux) : Cynthia Oseransky
- Frank Collison (VF : Dominique Collignon-Maurin ; VQ : Benoît Rousseau) : Strabo
- Johnny Messner (VQ : Paul Sarrasin) : Zevo
- Silas Weir Mitchell (VQ : Denis Michaud) : Yermo
- Tasha Smith (VQ : Élise Bertrand) : Jules « Julir » Figueroa

## Box-office
Contrairement au premier film qui a eu un succès modeste, ce second volet est un échec commercial, ne générant que 16 328 471 $ aux États-Unis et 9 827 310 $ dans le reste du monde pour un total de 26 155 781 $, alors que son budget s’était élevé à 40 000 000 $.
| Pays ou région        | Box-office   | Date d'arrêt du box-office | Nombre de semaines |
| --------------------- | ------------ | -------------------------- | ------------------ |
| États-Unis            | 16 328 471 $ | 20 juin 2004               | 11                 |
| Total hors États-Unis | 9 827 310 $  | -                          | -                  |
| Total mondial         | 26 155 781 $ | -                          | -                  |